# The Cold Crush Brothers
The Cold Crush Brothers est un groupe de hip-hop américain formé en 1978 dans le Bronx à New York. Il est connu pour ses shows mémorables qui comprennent du rap, du chant et des jeux de scènes élaborés.

## Histoire

### Formation et premières années (1978-1981)
Les Cold Crush Brothers se forment en tant que groupe en 1978. La formation initiale est composée de The Original DJ Tony Tone, le fondateur, et de DJ Charlie Chase (en), Supreme Easy AD, Whipper Whip, Mr. Tee et Dot-A-Rock.
DJ Tony Tone est à l'origine un membre de The Brothers Disco. DJ Charlie Chase est DJ de Grandmaster Flash and the Furious Five pendant une très courte période en 1979, après que Grandmaster Flash se soit séparé des Furious Five originaux. Puis Tony Tone s'associe à Charlie Chase  tandis que Easy AD quitte son partenaire Donald D brisant le duo qu'ils ont appelé The Asalaam Brothers, et rejoint les Cold Crush Brothers.
Finalement, Whipper Whip et Dot-A-Rock quittent les Cold Crush Brothers et rejoignent Grandwizard Theodore & the Fantastic Five (en), qu'ils considèrent comme un groupe mieux établi. Mr. Tee quitte également le groupe et Tony Tone, Easy AD et Charlie Chase font venir Grandmaster Caz (anciennement DJ Casanova Fly), Almighty Kay Gee et JDL pour combler les postes vacants dans la formation. Money Ray est ajouté au groupe à la fin des années 1980.

### Rapper’s Delight
The Cold Crush Brothers sont impliqués dans l'un des moments historiques du hip-hop lorsque Joey Robinson, fils de Sylvia Robinson, fondatrice de Sugar Hill Records, entend par hasard un videur de club et ancien manager de Grandmaster Caz, nommé Big Bank Hank, rapper sur une cassette des Cold Crush Brothers alors qu'il travaille dans une pizzeria du New Jersey. Robinson l’engage dans le groupe qu'il est en train de former, appelé Sugar Hill Gang. Hank reprend un rap de Grandmaster Caz et l'utilise comme le sien, sans l'accord de celui-ci. Il est incorporé dans le morceau intitulé Rapper's Delight, le premier tube de l’histoire du rap sorti en 1979. Caz ne reçoit aucun crédit ni de compensation pour les rimes qu’il a inventé,.
En raison de l'attention qu'ils commencent à attirer, de nombreux groupes essaient de les affronter pour gagner en crédibilité dans la rue et pour la suprématie du hip-hop. Cela conduit à une rivalité féroce avec The Fantastic Five, aboutissant à une battle illustre entre les deux groupes le 3 juillet 1981. La récompense est de 1 000 $ en espèces. Les Fantastic Five remportent la bataille mais, comme le dit Grandmaster Caz, les Cold Crush Brothers « ont gagné la guerre ». Après que des enregistrements de leur battle commencent à circuler dans la rue, les gens considèrent clairement que les Cold Crush Brothers ont remporté la batlle. Cela établi durablement leur réputation.

### Wild Styleet succès grand public (1982-1984)
Les Cold Crush Brothers jouent dans les cinq arrondissements de New York et jusqu'à Boston avant de sortir des disques dans le commerce. Leur popularité est renforcée par les ventes de leurs performances live enregistrées sur cassette par Tape Master (Elvis Moreno).
Le groupe est présent dans le film Wild Style, l'œuvre phare de 1982 illustrant la culture hip-hop. La scène la plus notable est leur confrontation contre leur ennemi juré, les Fantastic Five dans la scène classique du terrain de basket. Un an après la sortie du film, les Cold Crush Brothers emmènent le hip-hop à l'étranger, avec des dates de tournée au Japon et en Europe.
Le premier single du groupe est Weekend chez Elite Records, sorti à l'automne 1982. C'est un disque de fête et de danse qui traite du quotidien des travailleurs et des façons de s'amuser le week-end.
Les Cold Crush Brothers emmènent 25 MC's, DJ's, breakers et tagueurs à Tokyo, au Japon en 1983. C'est, avec la France, l'un des premiers marchés étrangers pour le hip-hop. Malgré les barrières linguistiques et culturelles, la tournée Wild Style est un grand succès. Les Cold Crush Brothers obtiennent d'enregistrer un disque pour CBS Records, via le label Tuff City. Ils sont l’un des premiers crews à enregistrer pour une major.
Leur 2e single, sorti à l'automne 1983, est Punk Rock Rap. C’est le premier enregistrement hip-hop à fusionner hip-hop et rock. Doug E. Fresh sample le phrasé « Oh My God! » de Punk Rock Rap pour son single The Show, sorti en 1985 et devenu un classique du hip-hop.
Le single le plus réussi des Cold Crush Brothers à ce jour est Fresh, Wild, Fly & Bold, sorti en 1984, qui se vend à 16 000 exemplaires au cours de sa première semaine de sortie. Malheureusement, un différend de distribution entre Tuff City et Profile Records entrave les ventes du single ayant le plus de potentiel.
Dans l'esprit de diffuser la culture hip-hop dans le monde entier, les Cold Crush Brothers sont les premiers membres à part entière de l'organisation mondiale appelée « Ill Crew Universal ».

## Héritage
Le single Izzo (H.O.V.A.) du rappeur Jay-Z, en 2001, prend les Cold Crush Brothers comme un exemple de l'exploitation des artistes par l'industrie musicale : « L'industrie est louche ; il faut la reprendre / les propriétaires de labels me détestent ; je maintiens le statu quo / je surcharge les négros pour ce qu'ils ont fait au Cold Crush / payez-nous comme vous nous le devez pour toutes les années où vous nous avez houé ».
Money Ray meurt le 3 octobre 2002..
En 2008, le morceau At the Dixie, tiré du film Wild Style, est classé 77e dans le classement des « 100 plus grandes chansons de hip-hop » de la chaîne de télé américaine VH1.
Le 24 septembre 2016, DJ Tony Crush, des Cold Crush Brothers, est intronisé au Smithsonian's National Museum of African American History and Culture, le jour de l'ouverture du musée.

### Reprises et samples
Plusieurs morceaux des Cold Crush Brothers sont samplés par différents artistes :
- Punk Rock Rap dans :
  - The Show de Doug E. Fresh (1985)
  - All the Way to Heaven de Doug E. Fresh sur son album Oh, My God! (1986)
  - Rock Steady de Kool Moe Dee sur son premier album homonyme (1986)
  - Taking It to the Top de DJ Jazzy Jeff and The Fresh Prince dans leur album Rock the House (1987)
  - D.J. on the Wheels de DJ Jazzy Jeff and The Fresh Prince sur He's the DJ, I'm the Rapper (1988)
  - Moses de Slick Rick sur The Ruler's Back (1991)
  - Oh My God de Masta Ace sur A Long Hot Summer (2004)

- Basketball Throwdown dans :
  - Duck Alert de Marley Marl sur In Control, Volume 1 (1988)
  - The Game de Jurassic 5 sur l'album Quality Control (2000)
  - Once Upon a Time de Slum Village sur l'album Fantastic, Vol. 2 (2000)
  - Dilated Agents de Planet Asia sur The Medicine (2006)

- 1981 / Other MC's dans :
  - Swan Lake de Blackalicious sur l'EP Melodica (1994)
  - The Original Old School!  de Doug E. Fresh sur Play (1995), avec un autre sample de  Taken on Stage

- Fresh, Wild, Fly and Bold dans D.J. K La Boss d'EPMD sur  Strictly Business (1988)